# 斯托奇楼

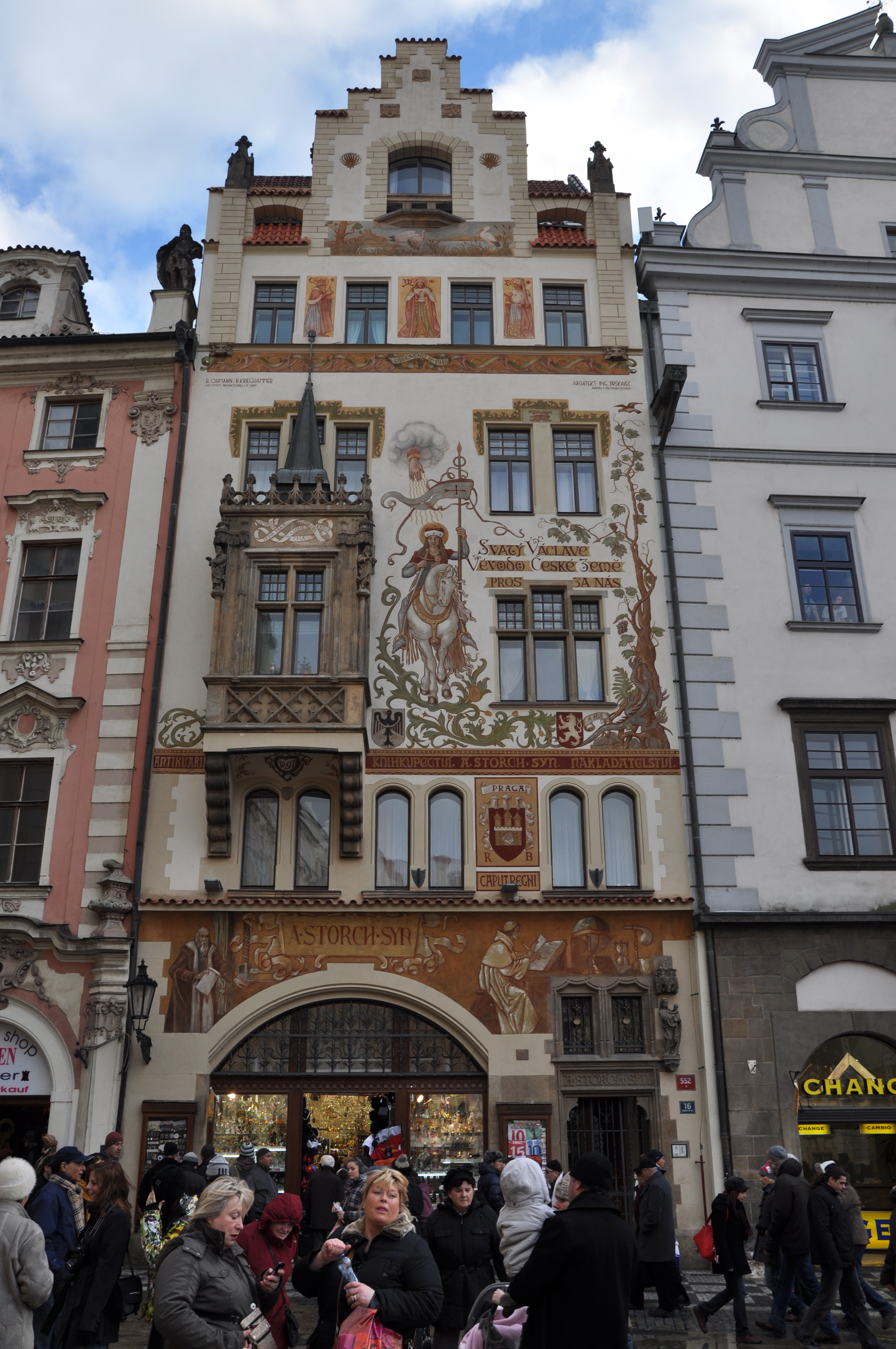
斯托奇楼

斯托奇楼（Štorchův dům）位于布拉格老城广场552号，介于Sixtův dům与Dům U Kamenného beránka两座建筑之间。
该建筑作为捷克共和国文化古迹加以保护。
斯托奇楼建于1896年-1897年，业主为出版商亚历山大·斯托奇，建筑师弗里德里希 Friedrich Ohmann，雅盖隆哥特式风格。壁画出于阿列什之手，描绘了夸美纽斯、圣瓦茨拉夫等。入口上方是一尊圣母像，窗口周围是传福音者雕像。
这座建筑在1945年布拉格起义时被烧毁，1948年修复。